# 肯塔基鎮區 (阿肯色州牛頓縣)
肯塔基鎮區（英語：Kentucky Township）是位於美國阿肯色州牛頓縣的一個行政鎮區。

## 地方資料
肯塔基鎮區的面積為104.44平方千米，當中陸地面積為104.17平方千米，而水域面積為0.27平方千米。根據2010年美國人口普查的數據，當地共有人口60人，而人口密度為每平方千米0.57人。